# فرن دوار

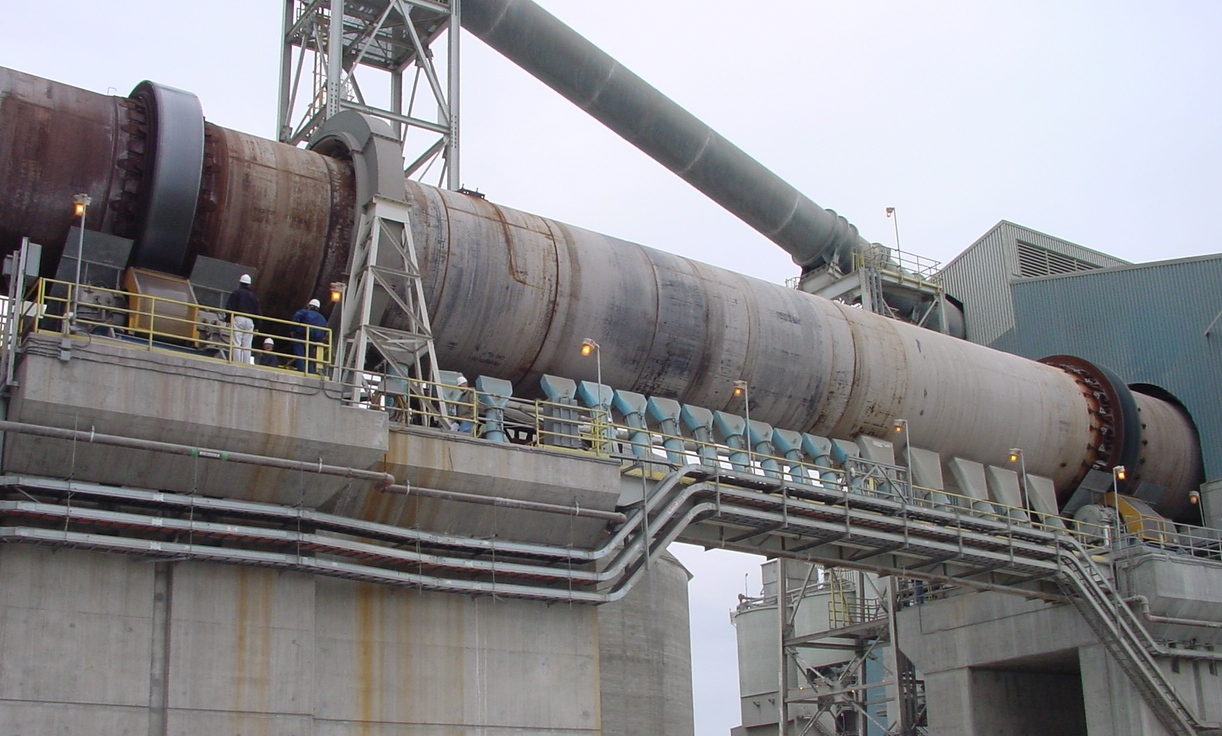
فرن دوار

الفرن الدوار (ملاحظة 1) هو قمين يستخدم لرفع حرارة المواد لدرجة حرارة مرتفعة في عملية مستمرة، وعادة تجري بداخله عملية الكلسنة.
ومن المواد التي تنتج داخل الأفران الدوارة: الأسمنت، الجير، الحراريات، الميتاكاولين، ثنائي أكسيد التيتانيوم، أكسيد الألومنيوم، الفيرميكيوليت ، كما يستخدم أيضا في تحميص خامات السلفيد قبل استخراج المعدن.

## مكونات الفرن الدوار
يتكون الفرن الدوار عادة من طبقة خارجية، بطانة حرارية، كراسي حلقية، تروس الإدارة، و مبادل حراري

## هوامش
ملاحظة 1 أو قمين دوار أو أتون دوار